# Морозкино (Челябинская область)
Морозкино — посёлок в Троицком районе Челябинской области России, относится к Дробышевскому сельскому поселению.

## География
Рельеф — равнина (Западно-Сибирская равнина); ближайшие выс.— 212 и 214 м. Ландшафт — лесостепь. Поселок связан грунтовыми и шос. дорогами с соседними населенными пунктами. Расстояние до районного центра (Троицк) 8 км, до центра сельского поселения (с. Дробышево) — 14 км.

## История
Посёлок вырос на месте хутора Мороз, основанный в 1899 в черте Ключевской станицы 3-го воен. отдела ОКВ (Троицкий уезд Оренб. губ.) и засел, выходцами с Украины. По данным переписи 1926, хутор относился к Бобровскому сельсовету Троицкого р-на Урал. обл., состоял из 4 х-в (31 жит., украинцы). В дальнейшем был причислен к Суналинскому сельсовету (в 1959 переим. в Дробышевский). К кон. 1930-х гг. в М. действовали школа, клуб, МТС. В кон. 1950-х гг. на территории посёлка располагалась бригада колхоза им. Ленина.  
В 1965 организовано Троицкое зверохозяйство Чел. облпотребсоюза. 

## Население
| 2002 | 2010 |
| ---- | ---- |
| 464  | ↗503 |

(в 1938 — 104, в 1956 — 154, в 1959 — 232, в 1970 — 206, в 1983 — 342, в 1995 — 517)

## Транспорт
- Рядом трасс 75К-023
- Ходит автобус

## Улицы
- Молодежная улица
- Улица Строителей
- Школьная улица

## Инфраструктура
- Рядом находится учебный аэродром АТБ «Морозкино» принадлежащий Троицкому авиационно-техническому колледжу
- МБОУ «Морозкинская основная общеобразовательная школа»